# Mesohip
El mesohip (Mesohippus) és un gènere extint de cavalls de la família dels èquids. Visqué durant el Rupelià en el que actualment és Nord-amèrica. En comparació amb els seus avantpassats directes, presentaven una molarització progressiva de les dents molars, de manera similar a l'orohip, l'epihip i el miohip.